# Signorinette
Pour plus de détails, voir Fiche technique et Distribution.
Signorinette est un film italien réalisé par Luigi Zampa, sorti en 1942.

## Synopsis
Trois jeunes femmes ont des préoccupations très différentes, l'une s'inquiète de son poids, une autre aspire à écrire des poèmes et la dernière est déjà préparée à l'amour et au mariage.

## Fiche technique
- Titre : Signorinette
- Réalisation : Luigi Zampa
- Scénario : Luigi Zampa, Luciana Peverelli, Gherardo Gherardi d'après le roman de Wanda Bontà
- Photographie : Domenico Scala
- Montage : Maria Rosada
- Musique : Salvatore Allegra
- Pays d'origine : Royaume d'Italie
- Format : Noir et blanc - 1,37:1 - Mono
- Genre : drame
- Date de sortie : 1942

## Distribution
- Carla Del Poggio : Renata
- Paola Veneroni : Iris
- Anna Mari : Gisella
- Nella Paoli : Paola
- Claudio Gora : Marco Lancia
- Roberto Villa : Giorgio
- Giovanna Galletti : le prof de gym
- Checco Durante : Le père d'Iris
- Jone Morino : La mère d'Iris
- Bella Starace Sainati : La grand-mère d'Iris
- Anna Carena
- Maria Jacobini
- Armando Migliari